# Ком – Емине
„Ком – Емине“ е название на най-дългия маркиран пешеходен туристически маршрут в България, наричан в миналото „Маршрут на дружбата“. Трасето му съвпада с финалната отсечка на европейския туристически маршрут E3, който свързва Атлантическия океан с Черно море.

## Описание
Крайните точки на маршрута са връх Ком на запад, в непосредствена близост до границата със Сърбия, и нос Емине на Черно море, най-източната точка на Стара планина.
Трасето на маршрута е с приблизителни дължина 560 – 580 km (650 – 700 km по други данни), 20 500 m положителна и 21 500 m отрицателна денивелация.
Средата на маршрута се намира около хижа „Узана“, като съвпада и с географския център на България. Изкачват се повече от 100 старопланински върха.
Изминаването на разстоянието пеша е постижимо за 18 – 25 (първоначално 30) дни в летни условия и 28 дни в зимни. Времето за преодоляването му варира и зависи от физическата форма на участниците и метеорологичните условия.

## История
Идеята за пешеходно преминаване по билото на Стара планина е спомената първоначално от Алеко Константинов. През 1933 е осъществена от Павел Делирадев и Тодор Цветков и описана от Павел Делирадев в първия пътеводител за трасето „Отъ Комъ до Емине“.
Походът е повторен едва през 1953 г. от членове на Републиканската комисия по туризъм при Върховния комитет за физкултура и спорт (ВКФС) и е уточнен окончателно при последващите две изминавания през 1955 и 1959 г.
Първият успешен зимен поход е направен през 1961 г. от двама души. Първото преминаване по маршрута в обратна посока (от нос Емине към връх Ком) е осъществено през юли 1968 г. от група на Русенския университет – ВИММЕСС.

## Опити за най-бързо преминаване

### Пешеходно

#### Лятно преминаване
Днес освен за пешеходни туристически преходи „Ком – Емине“ се използва и като трасе за велосипедни и извъншосейни състезания. Близо 30 години най-доброто постижение за най-бързо преминаване пеша е на Любомир Палакарчев, 5 дни и 14 часа, направено през 1987 г. На 11 август 2015 г. Божидар Антонов го подобрява, завършвайки за 5 дни, 10 часа и 10 минути, с 3.50 часа по-добро време от това на Палакарчев. 18 дни по-късно, на 29 август 2015 г., Кирил Николов - Дизела поставя нов рекорд, преминавайки маршрута за 4 дни, 13 часа, 5 минути и 30 секунди, с около 21 часа по-малко от Божидар Антонов.
В средата на август 2018 година Божидар Антонов за втори път поставя най-добро постижение. Той подобрява рекорда на Дизела с близо пет часа и изминава маршрута за 4 дни, 8 часа и 27 минути..

#### Зимно преминаване
През февруари 2019 г. Божидар Антонов осъществява най-бързото зимно преминаване по маршрута за 9 дни, 4 часа, 51 мин.

### Велосипедно
Първите данни за велосипеден рекорд са от 1981 г., когато ориентировачът Слави Рашков изминава разстоянието за 6 дни. Дълги години след това няма данни за по-бързо преминаване, едва през 2011 г. Райко Стефанов поставя нов рекорд преминавайки разстоянието за 5 дни и 12 часа. През 2014 г. Борислав Йорданов подобрява времето на 5 дни и 4 часа.. Започва надпревара в няколко преминвания на маршута в периода 2017 – 2019 година между Илко Илиев (Балкан Трек) и Борислав Йорданов (Велораптор/Велоносен Поход), където времената падат до 2 дни и 22 часа и 49 минути на Борислав Йорданов и 2 дни, 22 часа и 4 минути на Илко Илиев.
На 14 август 2024 стартира опитът на Петър Матов озаглавен “КЕ70” . Целта е да се подобри досегашният рекорд на Илко Илиев. Този опит се овековечава с успех и той подобрява рекорда с цели 2 часа и 46 минути за нов рекорд по трасето с време от 67 часа и 18 минути или 2 дни 19 часа и 18 минути.

## Туристическа инфраструктура

### Хижи
Хижите и туристическите спални по пътя са сравнително добре разпределени. Въпреки това не всички работят постоянно, някои имат хижари само в почивните дни, а в други храна се осигурява с предварително поръчване. Ситуацията в отделните обекти се променя във времето и планирането на похода изисква осведомяване за актуалното им състояние. При носене на палатка бивакуването е независимо от туристическата инфраструктура и се съобразява най-вече с разположението на източници на вода.

### Заслони
По маршута има заслони, така че преминаващият да може спокойно да спи само със спален чувал. Някои от по известните заслони са заслон „Орлово гнездо“ (5 звезден заслон), заслон на връх Амбарица, заслон Ботев, Караиваново хорище, заслон с чешмата 5-те чучура на Ришки проход, заслона на Хазим горския, голям заслон на 10 км след Дъскотна и други. Също така има доста места, където човек може да се подслони при лошо време и да остане през нощта, като гарите Лакатник и Кръстец.

### Маркировка
Лятната маркировка се състои от червена линия, оградена от две бели линии. Поставя се върху неподвижни добре видими плоскости по маршрута (дървета, камъни, сгради и др.). Зимната маркировка, която на много места съвпада с лятната, представлява бетонирани в земята метални стълбове, боядисани в редуващи се ивици в жълт и черен цвят.

## Пътеводители и карти
- Пътеводител „Отъ Комъ до Емине“, Павел Делирадев, 1934;[3]
- Пътеводител „Със ски от Ком до Емине“, издание на „Малка туристическа библиотека“, неизвестен автор, 1961;[5]
- Пътеводител „От Ком до Емине“, Г. Данов и колектив, 1974;[4]
- Комплект от 7 карти „Европейски маршрут Е–3 Атлантически океан – Карпати – Стара планина – Черно море“, с описание на маршрута на български, немски и английски език, „Картография“, София, издания 1986 и 1991;[12]
- Онлайн-пътеводител „Централна Стара планина. Кратък Пътеводител“, Чавдар Чапкънов (pelitko), 2014 (съдържа отсечките от трасето „Ком – Емине“ между Арабаконак и прохода Вратник);[13]
- Пътеводител „Ком – Емине“, Живко Момчев, ТД „Ойларипи“, трето подобрено и допълнено издание 2017 г., с вариант на английски език;[14][15]
- „Пътеводител Ком – Емине“, Яница Илиева, Стефан Илиев, серия статии, достъпни онлайн в архива на в-к „Ехо“ след февруари 2016;[16]
- „По билото на Стара планина – от връх Ком до нос Емине. Туристически пътеводител“, Димо Колев, 2016;[17]
- Онлайн-карта BgMountains с маршрута „Ком – Емине“;[18]
- Онлайн-карта Openstreetmap с маршрута „Ком – Емине“.[19]
- Онлайн-карта на водите и хижите по маршрута „Ком – Емине“.[20]

## Примерен маршрут
Примерни отсечки и времена за изминаването им от комплекта от 7 карти на държавното Издателство „Картография“ от 1991 г.:
Карта №1 „Ком – Мургаш“
- хижа „Ком“ – връх Ком – хижа „Петрохан“ – 3 ч 30 мин
- хижа „Петрохан“ – хижа „Пробойница“ – 4 ч 30 мин
- хижа „Пробойница“ – хижа „Тръстена“ – 6 ч
- хижа „Тръстена“ – хижа „Лескова“ – 6 ч
- хижа „Лескова“ – хижа „Мургаш“ – 6 ч 30 мин

Карта №2 „Мургаш – Вежен“
- хижа „Мургаш“ – проход Витиня – хижа „Чавдар“ – 9 ч
- хижа „Чавдар“ – хижа „Мургана“ – 4 ч
- хижа „Мургана“ – Златишки проход – хижа „Свищиплаз“ – 4 ч 30 мин
- хижа „Свищиплаз“ – хижа „Планински извори“ – 4 ч
- хижа „Планински извори“ – хижа „Вежен“ – 5 – 6 ч

Карта №3 „Вежен – Тъжа“
- хижа „Вежен“ – хижа „Ехо“ – 3 ч 50 мин
- хижа „Ехо“ – хижа „Козя стена“ – 2 ч
- хижа „Козя стена“ – Троянски проход – хижа „Дерменка“ – 5 – 6 ч
- хижа „Дерменка“ – хижа „Добрила“ – 2 ч 30 мин
- хижа „Добрила“ – връх Ботев – хижа „Тъжа“ – 11 – 12 ч

Карта №4 „Тъжа – Проход на Републиката“
- хижа „Тъжа“ – хижа „Мазалат“ – 3 – 4 ч
- хижа „Мазалат“ – хижа „Узана“ – 3 – 4 ч
- хижа „Узана“ – проход Шипка – 2 ч 50 мин
- проход Шипка – хижа „Бузлуджа“ – 2 ч
- хижа „Бузлуджа“ – гара Кръстец – хижа „Грамадлива“ – 9 ч

Карта №5 „Проход на Републиката – Котел“
- хижа „Грамадлива“ – Проход на Републиката – връх Бутора – заслон „Караиваново хорище“ – хижа „Буковец“ – Твърдишки проход – хижа „Чумерна“ – 9 – 10 ч
- хижа „Чумерна“ – проход Вратник – Железни врата – 7 – 8 ч
- проход Железни врата – град Котел – 6 – 7 ч

Карта №6 „Котел – Дъскотна“
- град Котел – хижа „Върбишки проход“ – [липсва време]
- хижа „Върбишки проход“ – Ришки проход – 9 ч
- Ришки проход – хижа „Луда Камчия“ – 8 ч

Карта №7 „Дъскотна – Емине“
- хижа „Луда Камчия“ – село Козичино – 10 ч
- село Козичино – местност Горска барака – нос Емине – 10 ч

## Галерия
- Връх Ком, крайна западна точка
- Гара Лакатник
- Връх Юмрука и хижа „Ехо“
- Хижа „Козя стена“
- Връх Козя стена
- Паша в Балкана
- Между върховете Амбарица и Ботев
- Връх Ботев от изток
- Хижа „Мазалат“
- Шипченски проход
- Край връх Бузлуджа
- Местността Узана
- Пред нос Емине
- Нос Емине, крайна източна точка